# نامزدی من با دختر رئیس‌جمهور
نامزدی من با دختر رئیس‌جمهور (به انگلیسی: My Date with the President's Daughter) فیلم تلویزیونی است محصول سال ۱۹۹۸ به کارگردانی الکس زم است این فیلم از کانال ای بی سی پخش شد. در این فیلم بازیگرانی همچون دابنی کلمن، ویل فریدل، الیزابت آرنوا، میمی کیزیک و جی توماس ایفای نقش کرده‌اند.